# پیر-لوک پریشون
پیر-لوک پریشون (فرانسوی: Pierre-Luc Périchon‎؛ زادهٔ ۴ ژانویهٔ ۱۹۸۷) دوچرخه‌سوار اهل فرانسه است.
از باشگاه‌هایی که در آن رکاب زده‌است می‌توان به دلکو–مارسی پوونس کی‌تی‌ام و تیم دوچرخه‌سواری فورتونئو–اسکارو اشاره کرد.